# Critics’ Choice Movie Award/Bester Nebendarsteller
Seit 1996 wird bei den BFCA der beste Nebendarsteller des vergangenen Filmjahres geehrt.

## Preisträger
| Jahr        | Preisträger            | Film                                                                              |
| ----------- | ---------------------- | --------------------------------------------------------------------------------- |
| 1996        | Ed Harris              | für mehrere Filme                                                                 |
| 1996        | Kevin Spacey           | für mehrere Filme                                                                 |
| 1997        | Cuba Gooding junior    | Jerry Maguire – Spiel des Lebens                                                  |
| 1998        | Anthony Hopkins        | Amistad                                                                           |
| 1999        | Billy Bob Thornton     | Ein einfacher Plan und Mit aller Macht                                            |
| 2000        | Michael Clarke Duncan  | The Green Mile                                                                    |
| 2001        | Joaquín Phoenix        | Quills – Macht der Besessenheit, Gladiator und The Yards – Im Hinterhof der Macht |
| 2002        | Ben Kingsley           | Sexy Beast                                                                        |
| 2003        | Chris Cooper           | Adaption – Der Orchideen-Dieb                                                     |
| 2004        | Tim Robbins            | Mystic River                                                                      |
| 2005        | Thomas Haden Church    | Sideways                                                                          |
| 2006        | Paul Giamatti          | Das Comeback                                                                      |
| 2007        | Eddie Murphy           | Dreamgirls                                                                        |
| 2008        | Javier Bardem          | No Country for Old Men                                                            |
| 2009        | Heath Ledger           | The Dark Knight                                                                   |
| 2010        | Christoph Waltz        | Inglourious Basterds                                                              |
| 2011        | Christian Bale         | The Fighter                                                                       |
| 2012        | Christopher Plummer    | Beginners                                                                         |
| 2013        | Philip Seymour Hoffman | The Master                                                                        |
| 2014        | Jared Leto             | Dallas Buyers Club                                                                |
| 2015        | J. K. Simmons          | Whiplash                                                                          |
| 2016 (Jan.) | Sylvester Stallone     | Creed – Rocky’s Legacy                                                            |
| 2016 (Dez.) | Mahershala Ali         | Moonlight                                                                         |
| 2018        | Sam Rockwell           | Three Billboards Outside Ebbing, Missouri                                         |
| 2019        | Mahershala Ali         | Green Book – Eine besondere Freundschaft                                          |
| 2020        | Brad Pitt              | Once Upon a Time in Hollywood                                                     |
| 2021        | Daniel Kaluuya         | Judas and the Black Messiah                                                       |
| 2022        | Troy Kotsur            | Coda                                                                              |
| 2023        | Ke Huy Quan            | Everything Everywhere All at Once                                                 |
| 2024        | Robert Downey Jr.      | Oppenheimer                                                                       |
| 2025        | Kieran Culkin          | A Real Pain                                                                       |